# Carl Joseph Anton Mittermaier

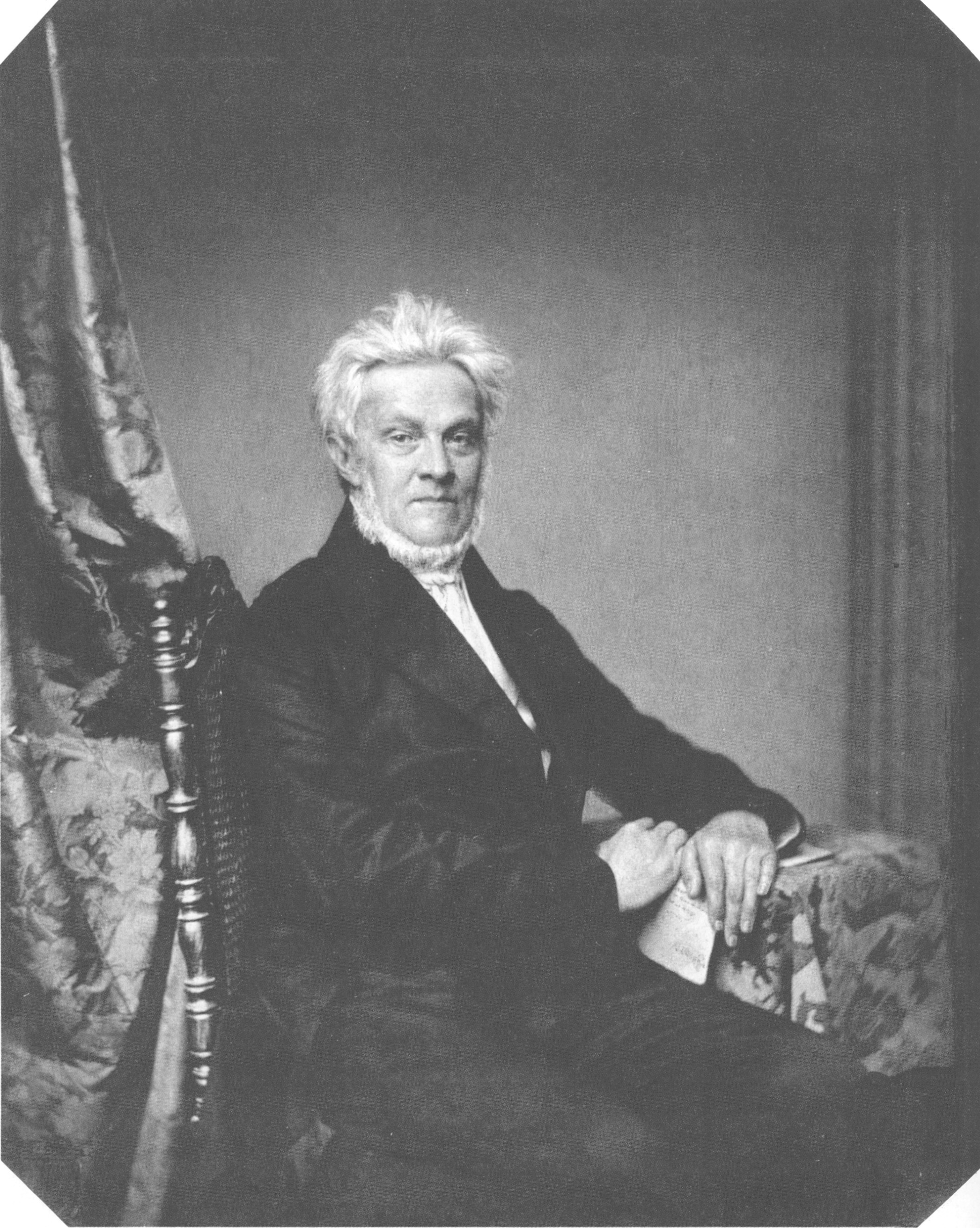
Carl Joseph Anton Mittermaier, Porträtfotografie von Franz Hanfstaengl, um 1860

Carl Joseph Anton Mittermaier (* 5. August 1787 in München; † 28. August 1867 in Heidelberg; oft abgekürzt als C. J. A. Mittermaier) war ein deutscher Jurist, Hochschullehrer, Publizist und Politiker. Er zählt zu den bedeutenden Rechtswissenschaftlern für Strafrecht des 19. Jahrhunderts.

## Familie
Mittermaier wurde am 5. August 1787 in München als Sohn des Apothekers und Besitzers der „Rosenapotheke“ Joseph Georg Jakob Mittermaier (1750–1797) geboren. Die Mutter, geborene Katharina Maria Orthmayr (1759–1828), war eine Schwester des Seefahrers Heinrich Zimmermann, eines Steuermannes des Weltumseglers Captain James Cook. Mittermaier war mit Margarethe, geb. von Walther (* 1786) verheiratet, mit der er sechs Kinder hatte. Er war Schwiegervater des badischen Oberamtmannes Friedrich von Krafft-Ebing und der Großvater mütterlicherseits von Richard von Krafft-Ebing.

## Werdegang

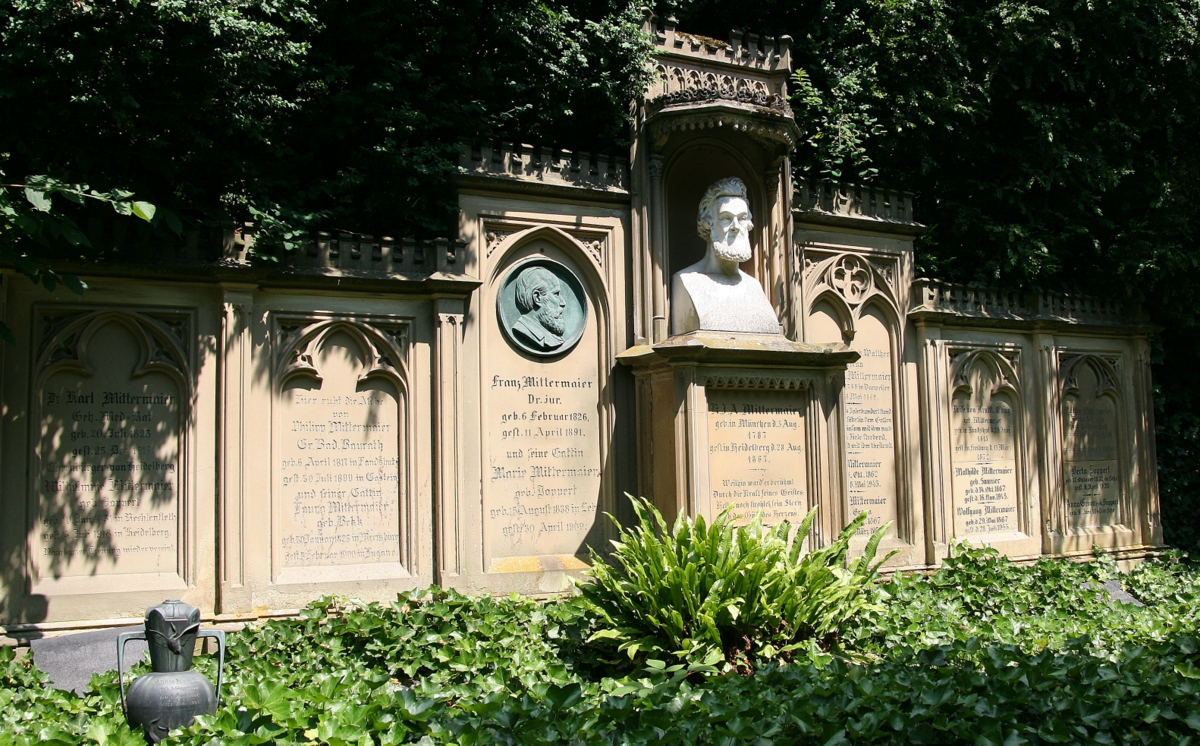
Grabanlage der Familie Mittermaier auf dem Heidelberger Bergfriedhof in der Abt. E, mit einer Büste von Carl Joseph Anton Mittermaier geschmückt

Mittermaier studierte nach dem Gymnasialabschluss 1803 am (heutigen) Wilhelmsgymnasium München Rechtswissenschaften an der Universität Landshut, wo er das Corps Bavaria mitgründete. Anschließend promovierte er an der Universität Heidelberg.
Nach Tätigkeiten als Privatlehrer und Privatdozent wurde er 1811 Professor der Rechte in Landshut und bayerischer Hofrat. Von 1815 bis 1817 wurde er insgesamt dreimal zum Rektor gewählt, er löste Ludwig Walrad Medicus in diesem Amt ab.
1819 wechselte er an die Rheinische Friedrich-Wilhelms-Universität Bonn, wo er für das akademische Jahr 1820/21 ebenfalls zum Rektor gewählt wurde. 1821 ging er nach Heidelberg. Hier war er 1825 und 1837 zweimal Prorektor. Er unternahm mehrere Studienreisen und fungierte als Herausgeber mehrerer juristischer und politischer Schriften, so unter anderem zusammen mit Karl Mathy und Friedrich Daniel Bassermann als Mitgründer der Deutschen Zeitung und Autor des Rotteck-Welckerschen Staatslexikons.
Damit war er von Beginn an eine der zentralen Figuren des gemäßigten südwestdeutschen Liberalismus. Er war ab 1829 Mitglied der badischen Gesetzgebungskommission und von 1831 bis 1840 sowie von 1846 bis 1849 Abgeordneter in der Zweiten Kammer der Badischen Ständeversammlung, von 1833 bis 1840 als deren Präsident. Er war Teilnehmer des Weinheimer Pressefests 1832. Die Angabe, er habe am 5. März 1848 an der Heidelberger Versammlung der 51 teilgenommen, beruht allerdings offensichtlich auf einer Verwechslung mit der „Heidelberger Volksversammlung“ vom 26. März 1848, als deren Teilnehmer er nachzuweisen ist.
Mittermaier war Präsident des Vorparlaments in Frankfurt am Main und vertrat vom 18. Mai 1848 bis zum 30. Mai 1849 Baden-Baden in der Frankfurter Nationalversammlung. Er war Mitglied der Fraktionen Württemberger Hof und Augsburger Hof und war als Delegierter an der Wahl Friedrich Wilhelm IV. zum Kaiser der Deutschen beteiligt.
Mittermaier erhielt zahlreiche internationale Ehrendoktorwürden und war Mitglied vieler wissenschaftlicher Gesellschaften in Europa und den Vereinigten Staaten (American Academy of Arts and Sciences, 1853). Am 31. Mai 1863 erhielt er den preußischen Orden Pour le Mérite für Wissenschaften und Künste. Die Stadt Heidelberg verlieh Carl Mittermaier 1836 die Ehrenbürgerwürde.

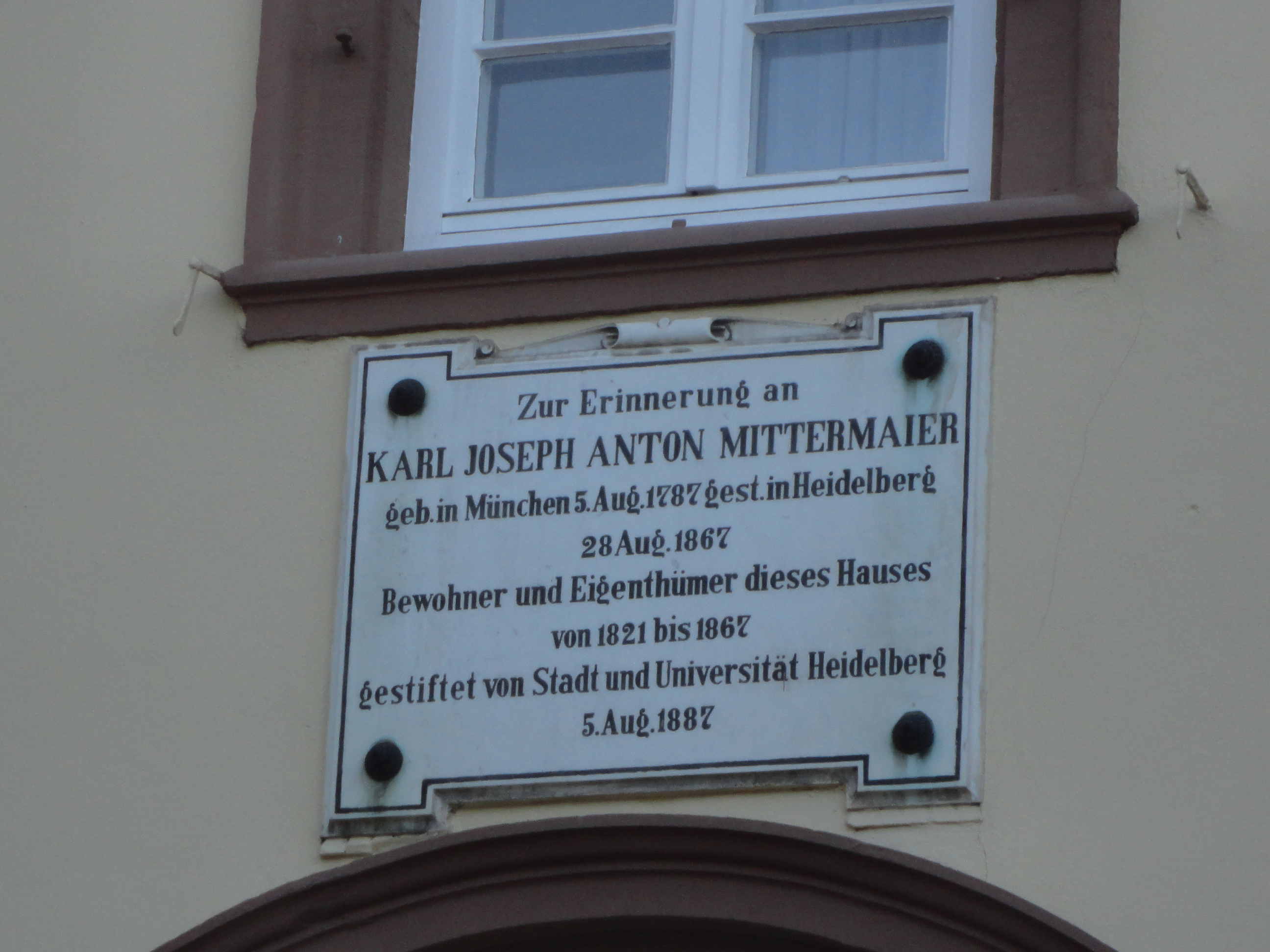
Heidelberg: Gedenktafel am Mittermaierhaus

Das 1822 von Mittermaier in Heidelberg erworbene und nach ihm benannte Gebäude, das Palais Mittermaier, heute Karlstraße 8, seinerzeit auch Wohnsitz der Eltern von Richard von Krafft-Ebing, ist eines der ältesten erhaltenen barocken Bauwerke der Heidelberger Altstadt.